# Устрицы Киркпатрик
Устрицы Киркпа́трик — горячее закусочное блюдо американской кухни, запечённые на половинках створок устрицы под «шубой» из измельчённого сладкого перца, зелёного лука в кетчупе, ломтика бекона и тёртого сыра сверху. Своеобразный калифорнийский ответ луизианским устрицам по-рокфеллеровски и Бьенвиль. Считается, что устрицы Киркпатрик были впервые сервированы в ресторане Palm Court при Palace Hotel в Сан-Франциско и названы в честь полковника Джона К. Киркпатрика, управлявшего отелем в 1894—1914 годах.